# Каррозіо
Каррозіо (італ. Carrosio, п'єм. Careugio) — муніципалітет в Італії, у регіоні П'ємонт,  провінція Алессандрія.
Каррозіо розташоване на відстані близько 430 км на північний захід від Рима, 100 км на південний схід від Турина, 33 км на південний схід від Алессандрії.
Населення — 514 осіб (2014).
Щорічний фестиваль відбувається 14 вересня. Покровитель — Santa Croce.

## Демографія
Населення за роками:

Станом на 1 січня 2023 року в муніципалітеті офіційно проживали 74 іноземці з 11 країн, серед них 23 громадяни країн Євросоюзу та 5 громадян України.

## Сусідні муніципалітети
- Гаві
- Вольтаджо
- Бозіо